# Ruige anjer
De ruige anjer (Dianthus armeria) is een eenjarige plant die behoort tot de anjerfamilie (Caryophyllaceae).
Het is een plant van open plaatsen op dijkhellingen en van licht beschaduwde zandgrond. De plant komt van nature voor in Europa en is geïntroduceerd in Noord-Amerika, maar wordt ook in siertuinen gebruikt. Ze staat op de Nederlandse Rode Lijst van planten als zeldzaam en sterk in aantal afgenomen.
De plant wordt 30-45 cm hoog. Zowel de stengel als de bladeren en kelkbladen zijn dicht behaard. De lijn tot lintvormige bladeren zijn 1-3 mm breed en tot 5 cm lang. De bladeren zijn groen dit in tegenstelling tot de meeste andere anjersoorten, die grijsgroene bladeren hebben.
De ruige anjer bloeit in Nederland in juli en augustus met roze of rozerode, ongeveer 1,3 cm grote, zittende bloemen. Op de kroonbladen zitten lichte vlekjes. De bloem heeft tien meeldraden en twee stampers. De vrucht is een doosvrucht. De bestuiving gebeurt door vlinders.

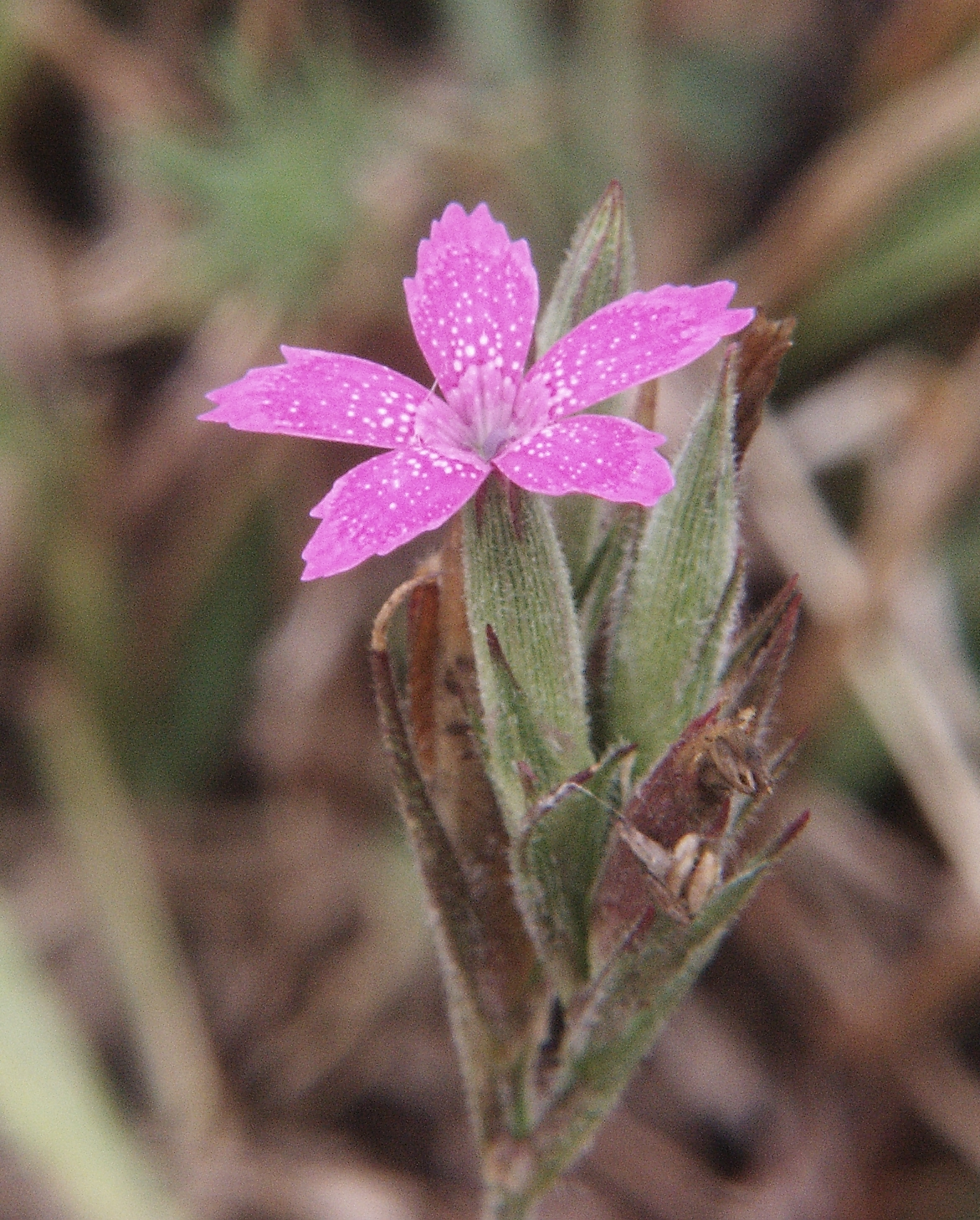
Gevlekte kroonbladen en behaarde kelkbladen

## Namen in andere talen
- Duits: Rauhe Nelke, Büschel-Nelke
- Engels: Deptford Pink
- Frans: Œillet Arméria, Œillet velu